# Tetramesa sativi
Tetramesa sativi är en stekelart som först beskrevs av Phillips 1936.  Tetramesa sativi ingår i släktet Tetramesa och familjen kragglanssteklar. Inga underarter finns listade i Catalogue of Life.